# Vol Gol 1907
Le vol Gol 1907 est un vol régulier, assuré par un Boeing 737-800 de la compagnie aérienne brésilienne Gol Transportes Aéreos, qui s'est écrasé, le 29 septembre 2006, au-dessus de l'Amazonie, alors qu'il assurait la liaison Manaus - Brasilia, après avoir heurté un avion d'affaires, de type Embraer Legacy 600. Le winglet du Legacy 600 a cisaillé la moitié de l'aile gauche du 737, provoquant la perte de contrôle de l'appareil, qui s'est disloqué en vol avant de s'écraser dans une zone de jungle dense, causant la mort des 154 passagers et membres d'équipage présent à bord. Malgré de graves dommages à l'aile gauche et à la queue, le Legacy a atterri avec ses sept occupants indemnes.
Le 737 est parti à 14 heures 36 (18h36 UTC) de Manaus et devait rallier Brasilia à 18 heures 12 (21h12 UTC). Il devait y faire escale avant de repartir pour Rio de Janeiro. Il a disparu des écrans radar au-dessus de l'Amazonie. Le dernier contact avec le pilote a été établi à 17 heures 00 locales (21h00 UTC).
Il s'agit de la deuxième catastrophe aérienne la plus meurtrière de l'histoire du Brésil, après celle du vol TAM 3054 survenue l'année suivante. Cet accident a également été la première perte et le premier accident mortel impliquant un Boeing 737-800, ainsi que le premier accident grave impliquant la compagnie à bas coûts Gol Transportes Aéreos, qui a été fondée en 2001.
L'enquête sur cet accident, qui a déclenché une crise dans l'aviation civile brésilienne, a été menée par le Centro de Investigação e Prevenção de Acidentes Aeronáuticos (CENIPA) et le Conseil national de la sécurité des transports (NTSB) américains, et un rapport final a été publié en 2008. Le CENIPA a conclu que cette collision aérienne a été causé par de graves erreurs de la part du contrôle aérien (ATC) brésilien, mais également commises par les pilotes américains du Legacy, notamment le fait de ne pas avoir reconnu que leur TCAS n'était pas activé, tandis que le NTSB a déterminé que les deux équipages avaient agi correctement et avaient été placés sur une trajectoire de collision par les contrôleurs aériens, considérant que la désactivation du TCAS par les pilotes du Legacy n'était qu'un facteur contributif plutôt qu'une cause directe.

## Avions et équipages
Le premier avion impliqué dans l'accident est un Boeing 737-800 immatriculé PR-GTD (numéro de série 34653/2039), que la compagnie Gol Transportes Aéreos avait reçu neuf de Boeing le 12 septembre 2006, soit moins de 3 semaines avant le crash. Six membres d'équipage et 148 passagers se trouvaient à bord du 737. Les six membres d'équipage et 105 passagers étaient brésiliens ; les autres passagers étaient de diverses autres nationalités. L'équipage était composé du commandant de bord Decio Chaves Jr. (44 ans), du copilote Thiago Jordão Cruso (29 ans), et de quatre agents de bord. Le commandant de bord, qui était également instructeur de vol sur Boeing 737 au sein de la compagnie aérienne, totalise 15 498 heures de vol, dont 13 521 heures sur 737. Le copilote totalise 3 981 heures de vol, dont 3 081 à bord d'un 737.
Le second appareil, un avion d'affaires de type Embraer Legacy 600 immatriculé N600XL (numéro de série 965), nouvellement sorti des usines du constructeur brésilien Embraer et acheté par la compagnie américaine ExcelAire (en), basé à Ronkonkoma, dans l'État de New York, effectuait son vol inaugural vers les États-Unis. Il est parti de l'aéroport de São José dos Campos (en) (SJK), près de São Paulo, et était en route vers l'aéroport international Eduardo Gomes (MAO), à Manaus, pour y effectuer une escale prévue selon le plan de vol. L'équipage d'ExcelAire était composé du commandant de bord Joseph Lepore (42 ans) et du copilote Jan Paul Paladino (34 ans), tous deux citoyens américains. Lepore était pilote professionnel depuis plus de 20 ans et cumulé 9 388 heures de vol à son actif, dont seulement 5 heures sur Legacy 600. Paladino était également pilote professionnel depuis 10 ans et cumulé plus de 6 400 heures de vol, dont seulement 3 heures aux commandes du Legacy 600.

## Circonstances de la disparition

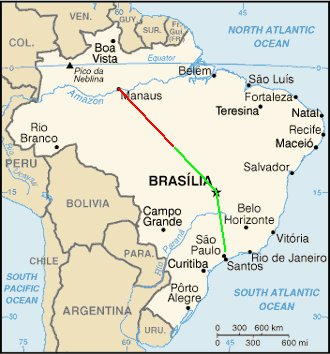
Routes des aéronefs.
Rouge : Route de Boeing
Vert : Route de Legacy

Le vol 1907, qui transportait 148 passagers et 6 membres d'équipage s'est écrasé en Amazonie après une collision avec un avion d'affaires Legacy 600, dont le transpondeur était arrêté sans que le contrôle aérien au sol ne s'en soit aperçu. Il volait à 37 000 pieds, valeur impaire imposée pour les vols Nord-Sud à destination de Brasilia par le nord. Le Legacy volait à 37 000 pieds à l'approche de Brasilia par le sud et aurait dû emprunter un couloir à 36 000 pieds au-delà.
La notification du contrôle aérien de départ a été tronquée et la prise de contact radio avec Brasilia n'a été tentée qu'après 53 minutes de survol de sa zone d'action et sans succès réel malgré 12 tentatives.
Le défaut d'appropriation du nouveau dispositif d'affichage radar (inversion des altitude prévue et réelle, non perception du « Z » lors de l'arrêt du transpondeur) par le personnel de contrôle aérien n'a pas permis à ses membres de déceler une quelconque anomalie. L'ergonomie du repose pieds du Legacy, se situant juste devant le dispositif de désengagement du transpondeur, a fait, par la suite, l'objet d'une communication des autorités aéronautiques américaines.
La radio CBN affirme que le Boeing transportait notamment au moins vingt employés du groupe japonais Yamaha.
Le contact avec l'avion de ligne a été perdu au-dessus de la ville de São Felix do Xingu. Cleuseli Missassi Heller, le maire de Peixoto de Azevedo, une localité isolée de l'État du Mato Grosso, a déclaré que l'appareil s'était écrasé sur une ferme. L'information n'a pas été confirmée dans l'immédiat par les autorités fédérales.

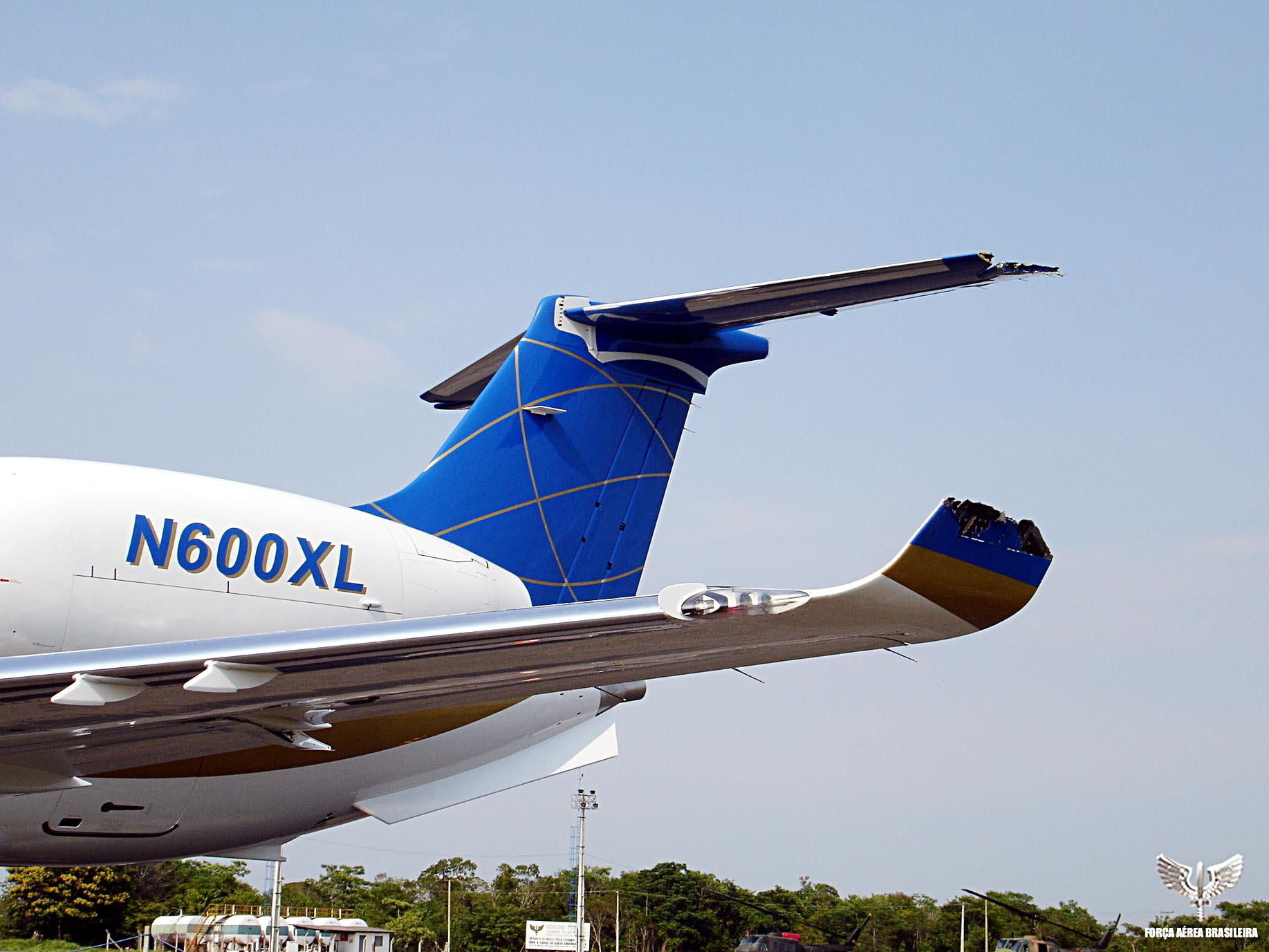
Photo du Legacy 600 après son atterrissage, avec son aile gauche et son empennage endommagé.

L'avion d'affaires a pu atterrir dans la ville de Serra do Cachimbo, malgré une aile et une partie du stabilisateur horizontal gauche endommagé.

## Contrôle aérien
À bord du Legacy, se trouvait le chroniqueur aviation du New York Times, Joe Sharkey. Il a mis en cause les défaillances et les lacunes du contrôle aérien au Brésil. À la suite de cet accident, des contrôleurs brésiliens ont parlé de « trou noir » au-dessus de l'Amazonie avec une couverture radar incomplète et de fréquentes interruptions des communications entre pilotes et tours de contrôle. De nombreux autres incidents ou quasi-collision dans cette région ont été portés à la connaissance du public. D'une manière plus générale, le manque d'investissement dans les structures de sécurité aérienne ont depuis cet accident été régulièrement dénoncés.

## Découverte de l'épave
Après plusieurs heures de recherches, l'épave du Boeing est découverte par un avion de l'armée brésilienne, le 30 septembre au matin au nord de l'État du Mato Grosso. Les hélicoptères de l'armée ont alors commencé à préparer les opérations de sauvetage dans cette zone difficile d'accès. Le 1er octobre, l'armée de l'air brésilienne confirme qu'il n'y a aucun survivant parmi les 154 occupants du Boeing. La veille, le président brésilien Lula avait décrété un deuil national de trois jours. Les corps ont été retrouvés après plusieurs semaines de recherche, le dernier d'entre eux étant découvert le 22 novembre 2006.

## Rapport final
Le Centro de Investigação e Prevenção de Acidentes Aeronáuticos, abrégé CENIPA, traduit littéralement par Centre d'Enquête et de Prévention des Accidents Aéronautiques brésilien, et le Conseil National de la Sécurité des Transports (anglais : National Transportation Safety Board - NTSB) américain ont publié le 10 décembre 2008 leur rapport final sur la collision. Une série d’erreurs individuelles des pilotes du Legacy et institutionnelles de la part du contrôle brésilien a mené à la catastrophe.
Le Legacy volait à une mauvaise altitude lorsqu’il a percuté le Boeing. Les deux avions étaient à 37 000 pieds. L’Embraer, qui volait vers le Nord-ouest en direction de Manaus, aurait dû se trouver à une altitude paire, comme le FL360 (pour 36 000 pieds) ou FL380 (38 000 pieds).
Selon l’enquête, ils ont mal préparé leur vol et n’ont pas fait confirmer leur altitude de croisière par le contrôle alors qu’elle n’était pas standard. À cela se sont ajoutées une formation insuffisante et une méconnaissance de l’appareil. Les pilotes ont ainsi désactivé par inadvertance le transpondeur, ce qui a mené à la désactivation du TCAS. Ils ne s’en sont rendu compte qu’après la collision. C’est pourquoi le centre de contrôle de la zone amazonienne n’a pas eu connaissance de leur altitude et surtout pourquoi ni le Boeing ni le Legacy n’ont pu s’éviter: aucune alarme ne s’est déclenchée dans aucun des deux cockpits.
Enfin, aucune communication entre le jet et le contrôle n’a pu être établie durant près d’une heure en raison de l’utilisation de fréquences radio erronées. Même après l’accident, le Legacy a eu du mal à rétablir le contact radio avec les unités de contrôle brésiliennes.
Selon le NTSB, le contrôle aérien brésilien a joué un rôle majeur dans la collision: c’est lui qui a placé les deux appareils l’un en face de l’autre. Le centre de contrôle de Brasilia a tout d’abord transmis une clairance incomplète au Legacy qui a amené les pilotes du jet d’affaires à penser que tout le vol serait effectué au 37 000 pieds, alors qu’un changement devait être effectué au-dessus de la verticale de Brasilia.
Le contrôleur a transféré trop tôt le contrôle du Legacy sans informer ni l’appareil ni son collègue du niveau de vol en cours et du changement programmé. Lorsque le jet est passé au-dessus de la verticale de Brasilia, un message s’est affiché durant sept minutes sur l’écran du contrôleur lui indiquant la modification d’altitude programmée mais il n’a pas réagi. Au bout de ce laps de temps, le transpondeur du Legacy a cessé de transmettre son altitude sans que personne, ni au sol, ni dans le jet, n’entreprenne aucune action pour remédier à cette perte de communication. Le centre de contrôle de l’Amazonie n’a donc pas non plus été prévenu. Enfin, lorsque le premier contrôleur principal a passé le relais au second, il lui a indiqué que le niveau de vol du Legacy se trouvait au 36 000 pieds.

## Médias
L'accident a fait l'objet d'un épisode dans la série télé Air Crash nommé « Collision fatale » (saison 5 - épisode 10).

## Sources
- Catastrophe - 155 morts dans un crash en pleine jungle amazonienne, Le Petit Journal, Consulté le 2010-04-21.
- Crash en Amazonie : l'avion repéré, TF1 News, Consulté le 2010-04-21.
- Final Report A-00X/CENIPA/2008 (Anglais), CENIPA, Consulté le 2010-04-21.
- GOL Transportes Aéreos - Boeing 737-800, Peixoto Azevedo, Brésil 29 septembre 2006, 1001 Crash, Consulté le 2010-04-21.
- Trois jours de deuil national après le crash d'un boeing en Amazonie, Le Figaro, Consulté le 2010-04-21.
- Un avion disparaît avec 150 passagers au Brésil, Le Monde, Consulté le 2010-04-21.
- Un contrôle aérien défaillant à l’origine de la collision entre le B737 de GOL et le Legacy 600, Aerocontact France, Consulté le 2010-04-21.
- Vol 1907 : pas d'espoir de survivants, RFI, Consulté le 2010-04-21.